# 女性宮家
女性宮家，是討論日本皇位繼承問題時，衍伸有關宮號的繼承而產生的名詞。意指讓女性皇族能夠繼承宮號，使宮家得以延續的世襲模式。

## 脈絡

### 江戶時代以前
日本的皇位繼承者必須要是初代神武天皇的男系子孫（即繼承者的父系祖先要能追朔到神武天皇），因此宮號的繼承也是以男系男子為原則。當宮號的持有者沒有直系的男系男子繼承者時，可讓其他宮家或是天皇的男系男子直系血親繼承。
然而此時期還是有女性皇族繼承宮號的前例。例如：仁孝天皇的第三皇女淑子内親王在弟弟桂宮節仁親王去世後繼承了桂宮的宮號。

### 明治到昭和時代
明治時代頒布舊皇室典範後，因「女性皇族若與天皇或是皇族以外男子結婚，即失去皇族身分」，以及明文規定皇位只限男系男子繼承，女性皇族不再具有繼承宮號的的權利。而此原則也沿用到現行皇室典範中。
當宮家成員只剩女性皇族時，由去世之宮家當主的親王妃或王妃繼承宮家當主之位，但此「親王妃或王妃繼承宮家當主」的情況不能被稱之為女性宮家，因為女性無法繼承宮號，隨著親王妃、王妃的離世，內親王、女王的結婚而臣籍降下或離世，宮家仍會廢絕。

### 平成時代之後
昭和時代後期，自文仁親王之後未有男性皇族誕生。平成時代，當時的皇太子德仁親王只有一個獨女敬宮愛子內親王，且日本皇室中沒有與愛子內親王同輩之男性皇族。至2005年（平成17年）男性皇族更是皆超過40歲。為了討論皇位繼承與皇室續存的問題，女性宮家開始成為政府討論的議題之一。

#### 小泉內閣
2005年（平成17年），在皇室典範相關有識者會議中討論了皇位繼承的方式。同年提出的報告書中，提倡皇位繼承權應擴大至女系（即不限定神武天皇的男系子孫，只要是歷代天皇的直系子孫皆可繼承）。雖然當時已在準備皇室典範修正案，但翌年悠仁親王誕生，皇室繼承問題暫時得到解決，皇室典範修正案因而中止。

#### 野田内閣
2012年（平成24年），因女性皇族結婚而臣籍降下使得皇室成員減少而召開的有識者會議。在該次會議中討論了即使女性皇族結婚也能留在皇室的女性宮家可行性。
但同年年末野田内閣總辭，次任首相安倍晉三表示「女性宮家的創設案與女性或女系天皇無關，應考慮舊宮家的皇籍復歸」，否定了女性宮家的可能性。

#### 菅義偉内閣
2021年（令和3年），根據《天皇退位等相關皇室典範特例法》附帶決議，
為保持安定的皇位繼承與皇族數量，組織有識者會議討論女性宮家創設等方案。綜合13次會議召開的結論，關於皇位繼承仍維持現行制度，即以秋篠宮文仁親王、悠仁親王、常陸宮正仁親王的順序繼承。而為確保皇族數所提出的方案包括：
1. 內親王、女王在結婚後保持皇族身分
2. 開放皇族認養養子，使具有皇統的舊宮家男系男子回歸皇族

此兩方案將會於後續的討論中評估可行性。其中方案1是為了解決女性皇族因結婚離開皇室，使其在結婚後仍可繼續執行公務。但為了防止未來女系天皇的產生，女性皇族的配偶與後代考慮將不給予皇族身分。在歷史上類似的情形為和宮親子內親王，其與德川家第14代將軍德川家茂結婚後仍保有皇族身分，而德川家茂亦未因此成為皇族。但此種方案因皇族身分只限女性皇族一代，無法稱作女性宮家，只被認為是解決日本皇室人手不足的暫時性手段。

## 皇室成員相關發言
2012年，彬子女王在採訪中表示「（創立女性宮家與否）應交由國家與國民決定。另一方面，如今在這個議題只討論女性宮家而感到違和感。為了維持男系繼承讓舊皇族回歸皇室，或是作為現有宮家的養子等……應該還有上述其他討論選項」。並對政府遲遲無法決定女性宮家相關政策表示「不排斥結婚後繼續執行公務，但女性宮家的創立與否可能影響到女性皇族與其（結婚）對象的將來，希望能及早決定」，被部分媒體解讀為支持女性宮家的立場。

## 外部連結
「天皇の退位等に関する皇室典範特例法案に対する附帯決議」に関する有識者会議 （页面存档备份，存于）